# Eriopsylla malleensis
Eriopsylla malleensis är en insektsart som beskrevs av Taylor 1990. Eriopsylla malleensis ingår i släktet Eriopsylla och familjen rundbladloppor. Inga underarter finns listade i Catalogue of Life.